# Starsiedel
Starsiedel este o comună din landul Saxonia-Anhalt, Germania.